# Glacera de l'Inn
La glacera de l'Inn és el nom donat a la glacera prehistòrica de diversos centenars de km de longitud que s'escampava al llarg de la vall de l'Inn. Es va formar diverses vegades en el Quaternari, sobretot en les glaciacions de Günz, Mindel, Riss i del Würm (és a dir als estadis isotòpics 16, 12, 6 i 2, fa respectivament 620.000, 450.000, 130.000 i 20.000 anys), aquesta última una mica menys imponent que les precedents. Durant el Würm, només hauria existit entre 26.500 i 19.000 BP, deixant la vall lliure de gel durant la més gran part d'aquesta edat glacial.
Format a partir de les glaceres de muntanya descendents del conjunt de l'estany de l'Inn, va omplir tota la vall de l'Inn a Engiadina i al Tirol i va desbordar sobre l'altiplà d'Alta-Baviera formant un lòbul. Tenia tres difluències principals:
- pel coll de Fern, reforça la glacera de l'Isar-Loisach per l'oest i contribueix a la formació de l'Ammersee;
- pel Seefelder Sattel, reforça la glacera de l'Isar-Loisach per l'est, creant el Llac Starnberg;
- a l'oest dels Alps de Brandenberg, una llengua de gel es va dirigir cap a la vall del Mangfall i va excavar tres llacs, l'Achensee, el Tegernsee i el Schliersee.

## Estesa
Durant els seus més grans avenços al Mindel i al Riss, la glacera de l'Inn va empènyer les seves morrenes frontals fins a Erding i Dorfen, o sigui a aproximadament 70 km de les primeres muntanyes. A part d'aquestes velles morrenes, queden molt poques altres traces d'aquella època perquè han estat modificades per la glaciació següent.
Durant les primeres fases del Würm (de 115.000 a 29.000 BP), les temperatures oscil·len però baixen lentament. El bosc deixa de mica en mica lloc a l'estepa, a continuació a la tundra però les glaceres no abandonen l'alta muntanya. Encara que la temperatura ja havia baixat de 5 °C, la vall de l'Inn és encara lliure de gel fins a l'any 27.000 BP com mostren els descobriments de dents de mamuts, d'ossos d'óssos de les cavernes i de pòl·lens de pins i de verns. Aquest període marca tanmateix el començament del Würm superior (estadi isotòpic 2) que en és el període més fred. Les glaceres de l'estany de l'Inn llavors es van inflar molt ràpidament, en particular el de la vall de Ziller. Després de la seva arribada a la vall de l'Inn, bloqueja el pas de les aigües arribades de les valls laterals i provoca la formació d'una sèrie de llacs deguts a l'embassament de gel recognoscibles per dipòsits de tipus deltaics. Continuen a continuació la seva embranzida fins al moment de l'últim màxim glacial (26.500 a 21.000 BP). El clima és llavors particularment fred (10 a 12 °C menys que actualment) i sec (500 a 750 mm/any de precipitacions menys). La glacera arriba llavors a l'altiplà bavarès fins a Haag on diposita la seva morrena frontal. Com s'estén àmpliament sobre aquest altiplà, les seves aigües de fosa surten en diversos llocs i formen múltiples braços que divaguen a la plana formant un sandur. Es desenvolupa a partir de la cúpula de gel de l'Engadine sobre els pendents de la Piz Bernina. Des d'allà, una part dels gel s'orienta igualment cap a Itàlia, en particular cap a la glacera de l'Adige pel Reschenpass. A Samedan, la capa de gel passa l'altitud de 3.000 m, és de 2.500 m al coll de Resia i de 1.600 m a Kufstein; a Rosenheim, a l'altre extrem del seu recorregut, arriba a encara els 900 metres. Al nivell de Kramsach, la vall és saturada a 400 m de profunditat. Per recórrer els 300 km de la seva vall, el gel ha necessitat prop de 3.000 anys.

## Retirada

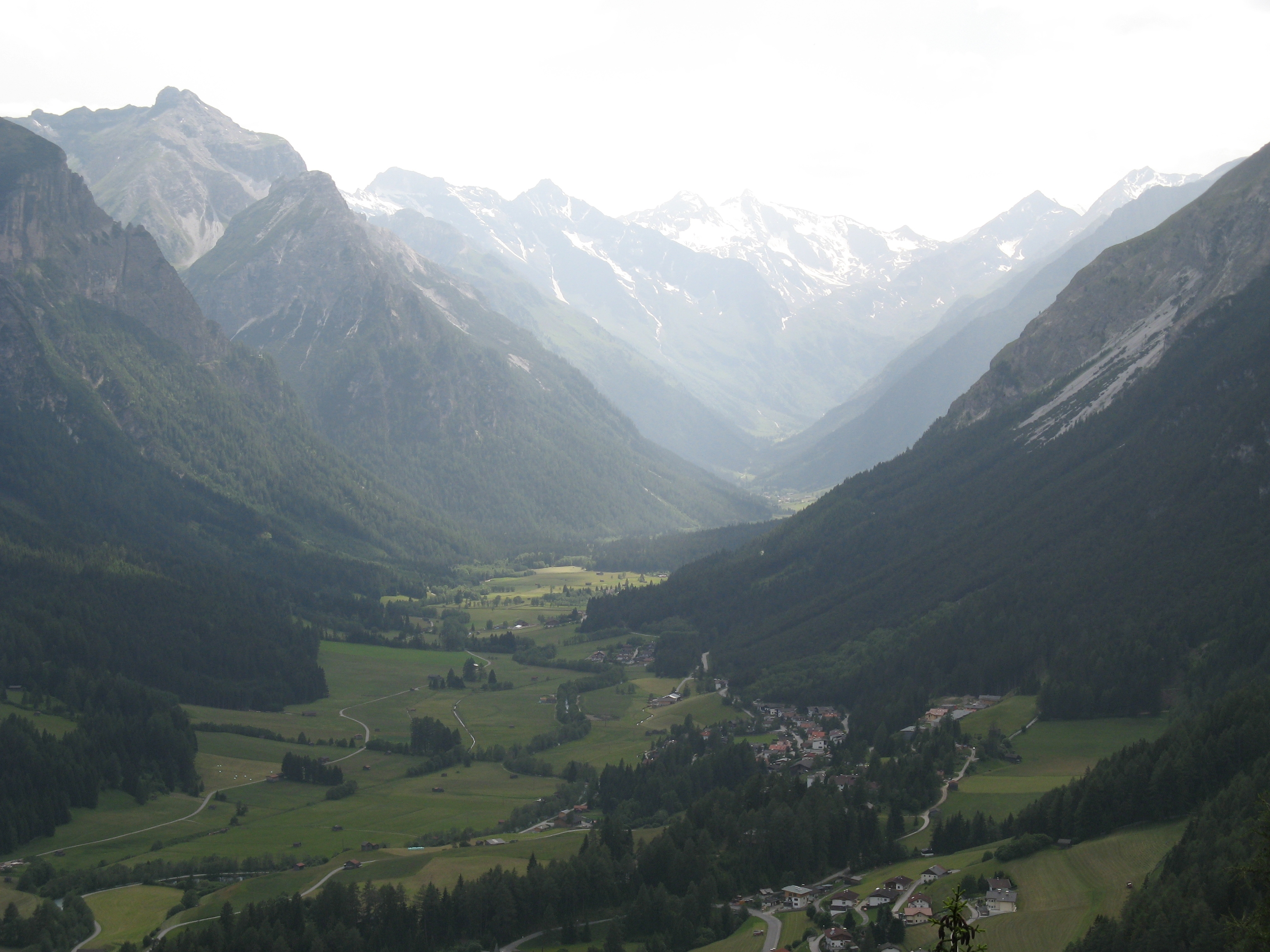
Vista actual de la vall de Gschnitz

La desglaciació és a continuació molt ràpida i es produeix sense problemes: l'any 19.000 BP, la glacera s'havia retirat als Alps centrals, deixant darrere d'ell el llac de Rosenheim i el de la vall de l'Inn. Una primera recurrència d'amplitud molt limitada no es produeix fins a 15.900 – 15.400 BP i porta el nom d'estadi de Gschnitz, del nom del lloc on la morrena corresponent ha estat estudiada (la glacera de Gschnitz es troba en una vall lateral i fa llavors una quinzena de quilòmetres de llarg). És deguda a l'esdeveniment d'Heinrich H1. Aleshores, les temperatures estivals són de nou a la baixa, uns 10 °C i el límit de les neus permanents baixa 700 metres (o sigui aproximadament de 1.800 – 2.100 m). La vall central de l'Inn és llavors una tundra arbustiva. És un període sec amb només del 33 al 50 % de les precipitacions actuals.
Després de l'estadi intermedi del Bölling i la tornada dels arbres, el fred fa una última tornada en el Dryas recent (12.300 a 11.500 BP) i marca el final del Würm. La temperatura mitjana és llavors inferior en 3,5 °C al valor actual i les neus permanents baixen fins a 2.270 – 2.500 m mentre el límit dels arbres baixa 500 metres. És l'estadi d'Egesen, les glaceres tornen a avançar però queden aïllades a l'alta muntanya. La repartició de les precipitacions era llavors més desequilibrada que actualment, el vessant nord dels Alps rep el 15 % de precipitacions suplementàries mentre els massissos centrals (Engadine, sud del Tirol) en rebien un 20 a 30 % menys. L'estiu era humit i l'hivern sec.